# اودشتدت
اودشتدت (به آلمانی: Udestedt) یک شهر در آلمان است که در سومردا واقع شده‌است. اودشتدت ۸۱۹ نفر جمعیت دارد.